# Поллак, Михай
Ми́хай По́ллак (венг. Pollack Mihály; 30 августа 1773, Вена — 5 января 1855, Пешт) — австро-венгерский архитектор, представитель классицизма.
Первые уроки в архитектуре получил от своего отца, также архитектора. Обучался в венской Академии художеств. В 1794 году переехал в Милан к своему сводному брату Леопольду Поллаку, где участвовал в работе над Миланским собором. В 1798 году переехал в Пешт для работы над проектом лютеранской церкви.
С 1808 года Михай Поллак входил в архитектурный комитет Пешта и тем самым сыграл огромную роль в оформлении города. В Пеште Поллак строил жилые дома и дворцы в стиле поздней готики, переходящей в классицизм. По проекту Поллака в Будапеште построены здания Венгерского национального музея, дворца Шандора в Буде и бывшей военной академии Людовики. Имя Михая Поллака носит одна из площадей венгерской столицы в Пеште неподалёку от Венгерского национального музея.